# Gastronomia d'Andalusia

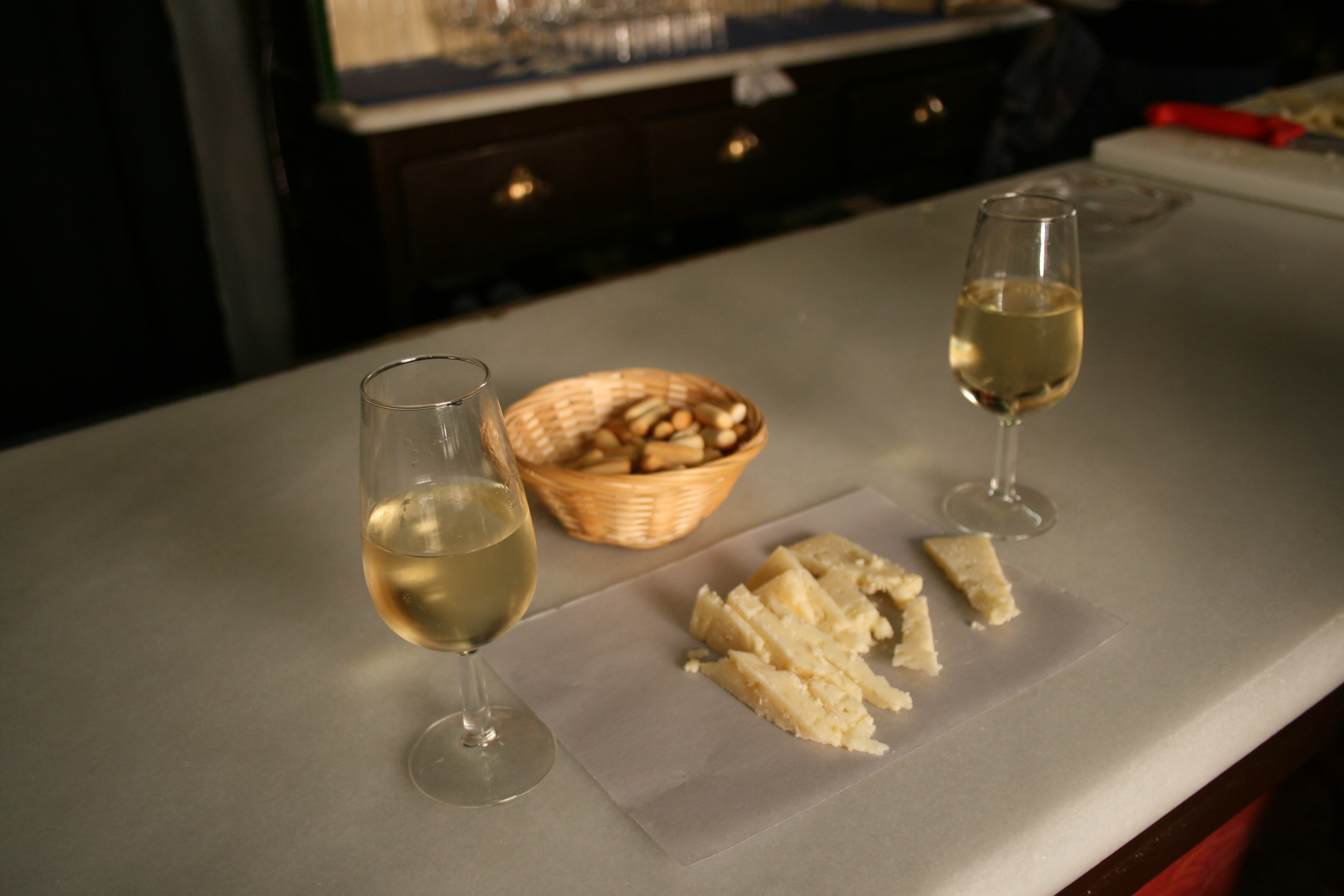
Vi fi amb tapa de formatge i becs.

La gastronomia d'Andalusia és una part fonamental de la cultura d’aquesta comunitat autònoma del sud d’Espanya, i reflecteix la seva rica història, la seva diversitat geogràfica i climàtica, així com les influències de les diferents civilitzacions que hi han conviscut, especialment la romana, la musulmana i la cristiana. És una de les gastronomies compreses en la dieta mediterrània. Hi ha diferències notables entre els plats culinaris de la costa amb els de les zones d'interior, tot i estar igualment lligats al consum de l'oli d'oliva, els fruits secs, el peix i la carn.
A la pastisseria andalusa s'observa la gran influència de la gastronomia d'al-Àndalus, amb l'ús de les ametlles i la mel. Els dolços de Nadal de la regió són reconeguts i comercialitzats arreu: els mantecados, els polvorons i els alfajores. Moltes especialitats s'elaboren en convents de monges de clausura.

## Tècniques de cuina

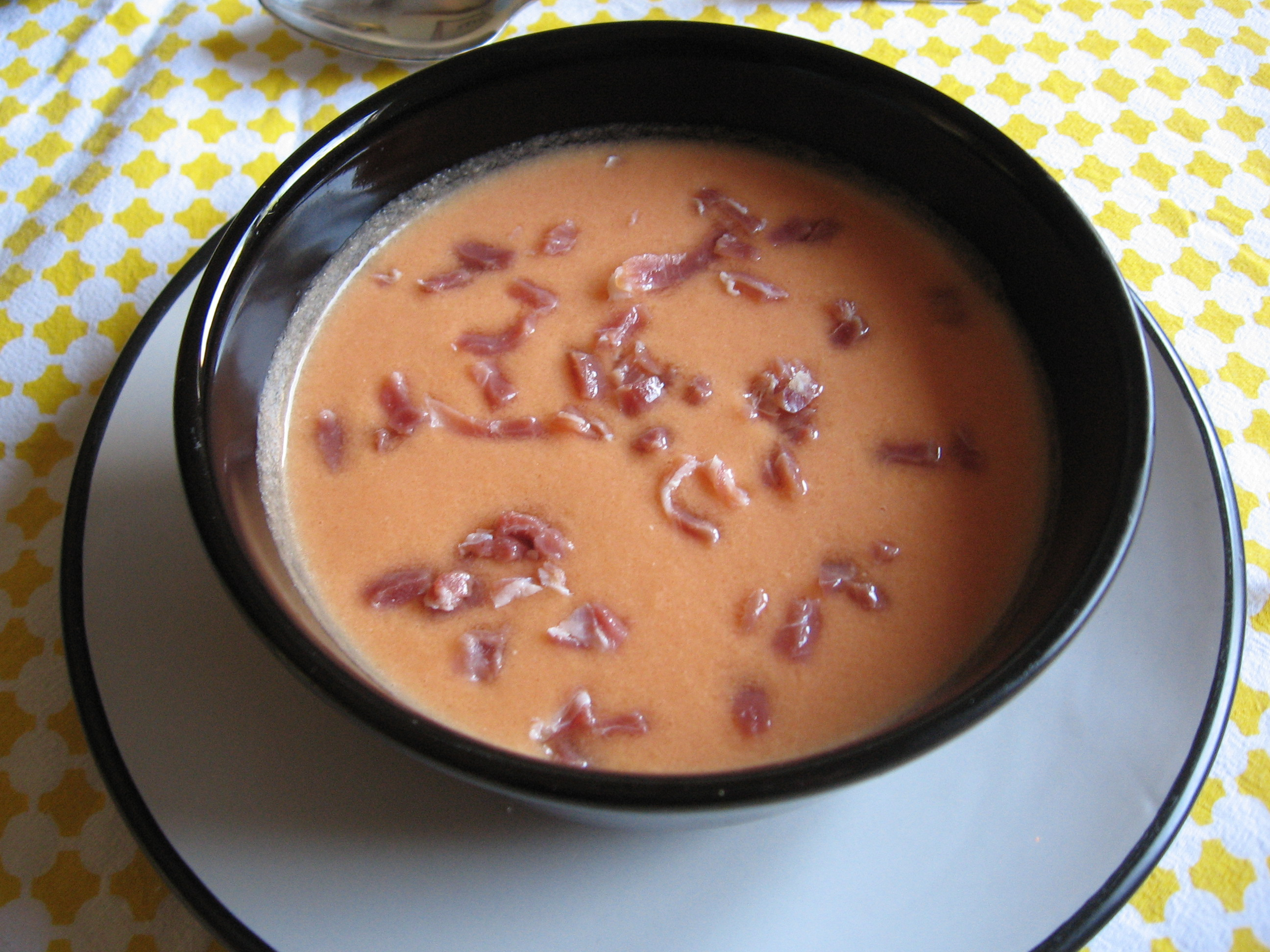
Salmorejo cordovès.

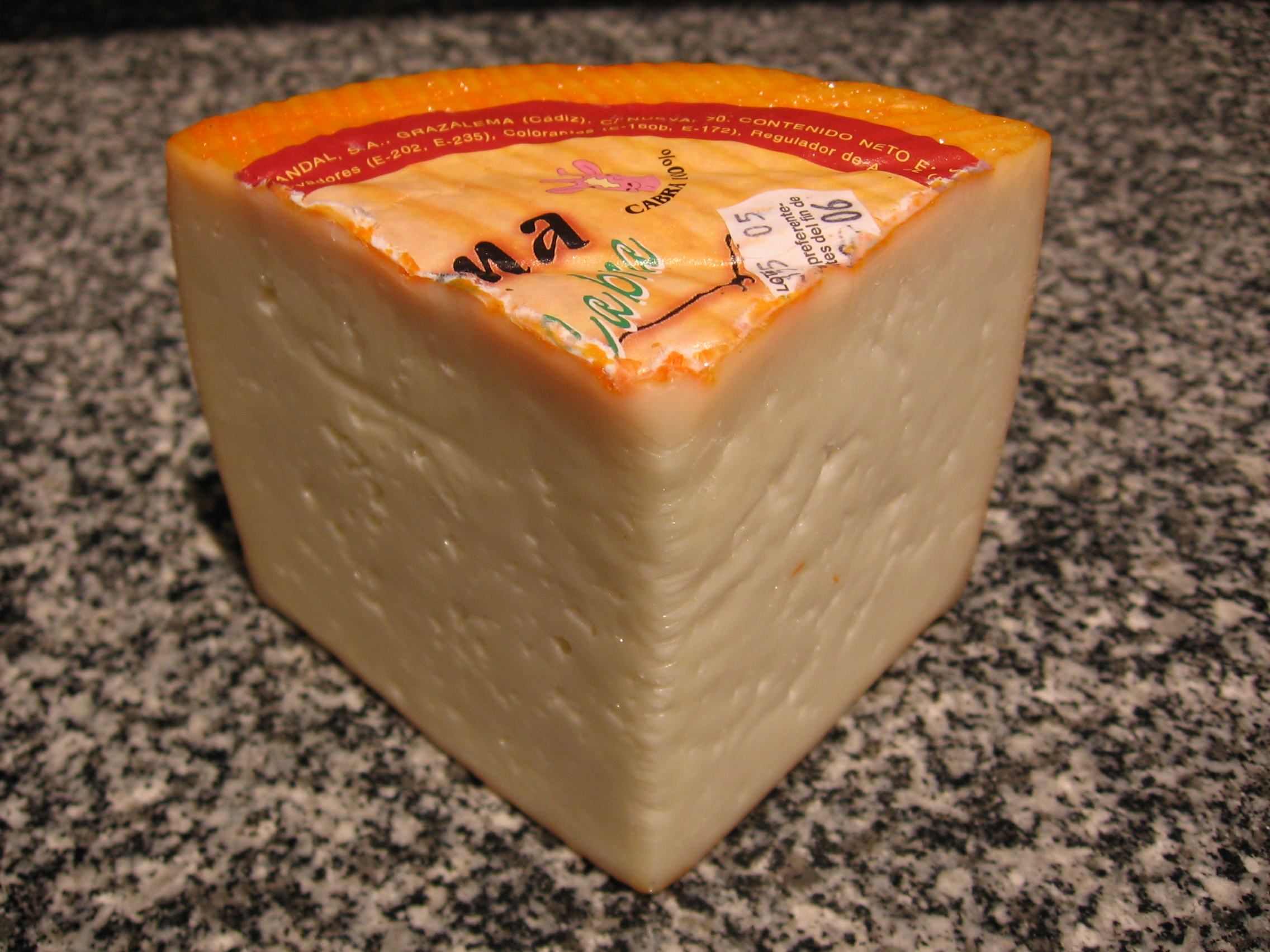
Formatge de Grazalema.

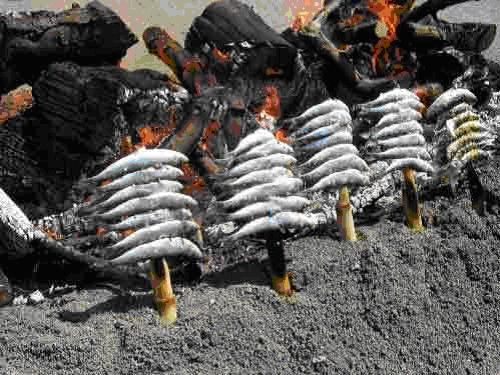
Espetos de sardines de la Costa del Sol.

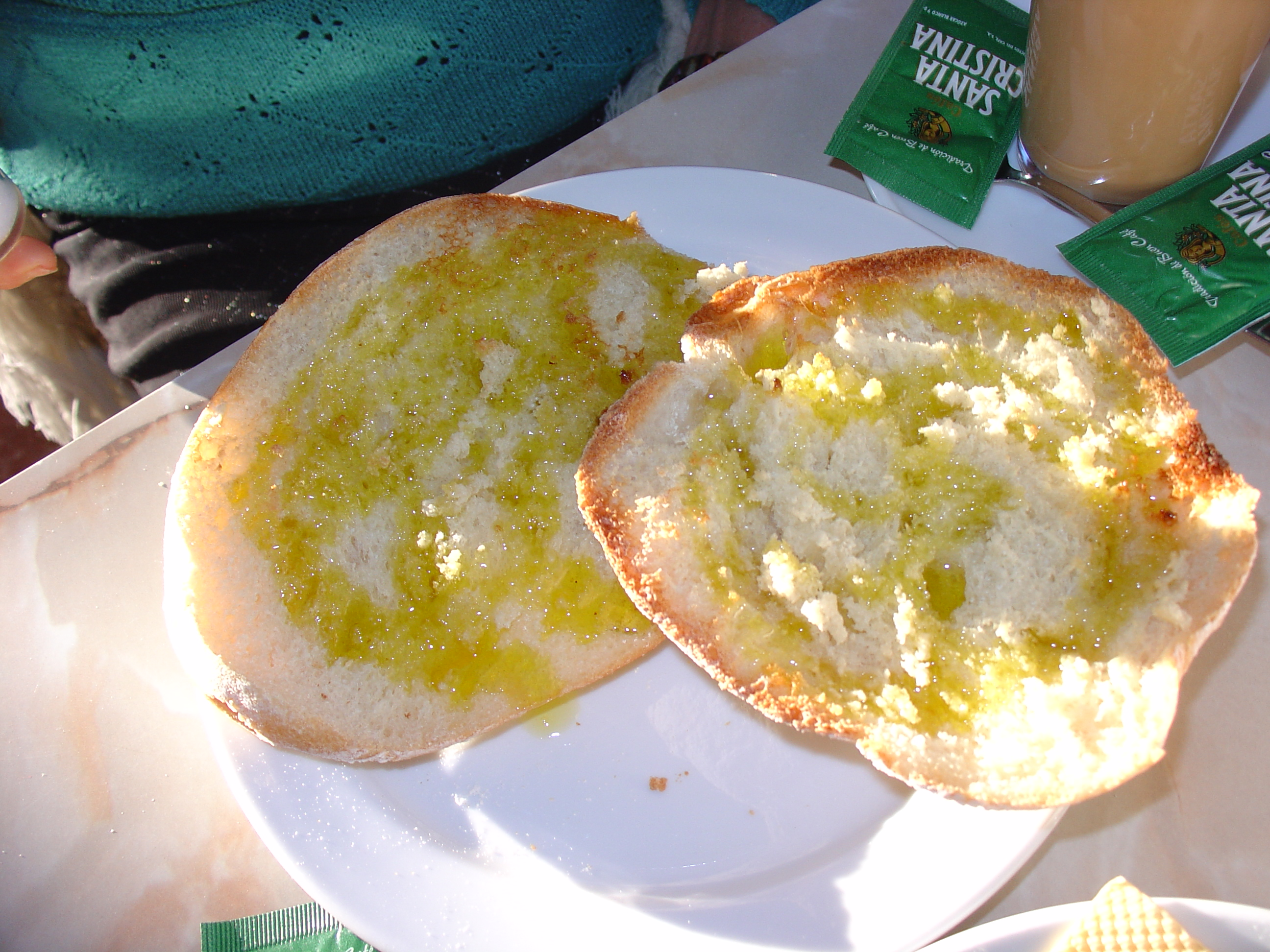
Mollete amb oli d'oliva, un desdejuni andalús típic.

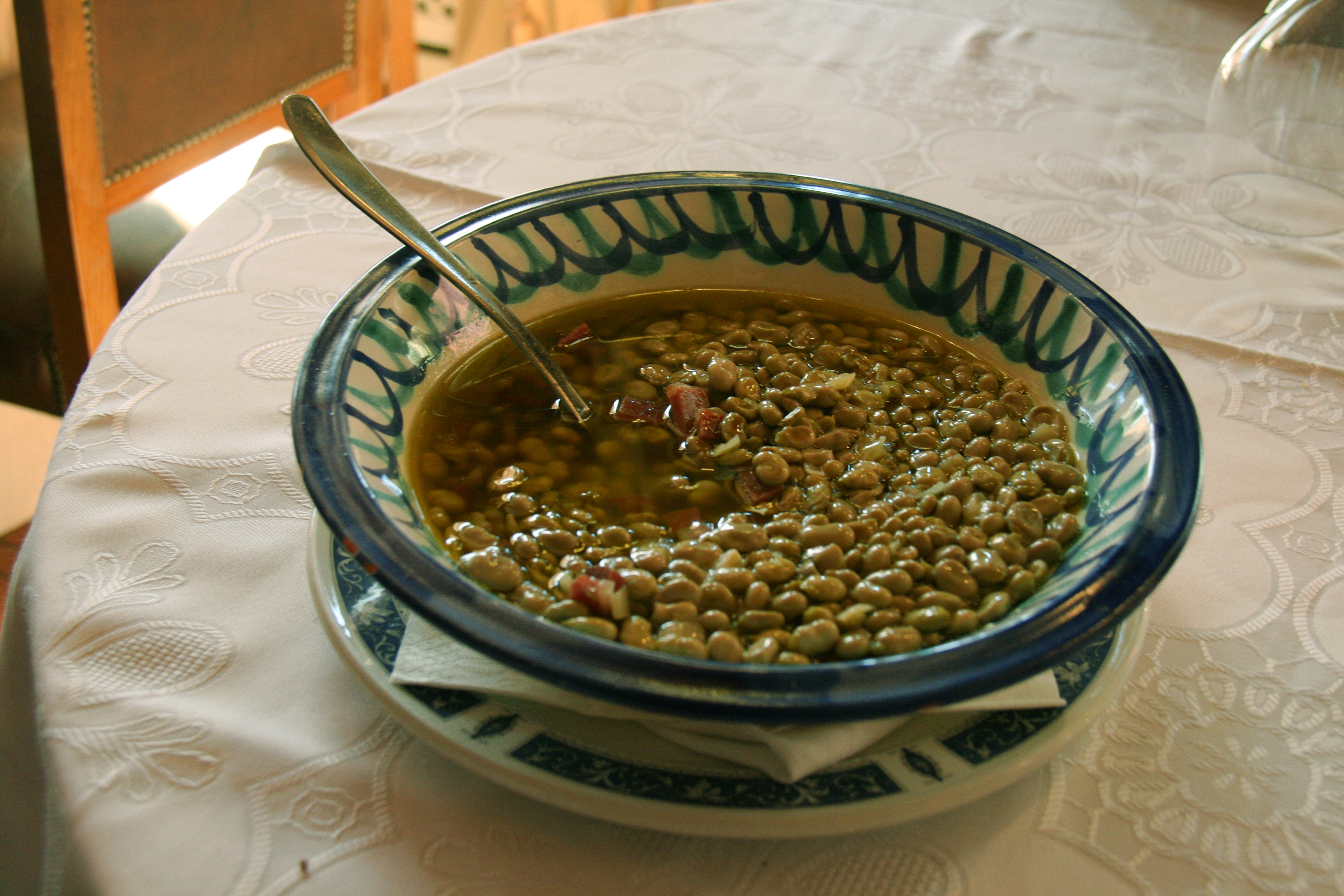
Faves amb pernil.

### Fritada
La tècnica de la fritada, dominada pels andalusos, es fa especialment amb oli d'oliva, que es produeix principalment a les províncies de Jaén (en règim gairebé de monocultiu), Còrdova, Cadis, Granada, Huelva i Sevilla.
La friturita es realitza amb abundant oli calent, enfarinat «a l'andalusa», és a dir, exclusivament amb farina, sense ou o altres ingredients, si bé s'usa farina de guixa, especial per als arrebossats. La fritada és coneguda per tots els habitants i és més predominant a les zones costaneres.

## Ingredients

### Peixos i mariscos
El peix fregit i el marisc són consumits en abundància a la zona litoral. Destaquen la tonyina vermella del Golf de Cadis, el Carideus de Motril, el llagostí de Sanlúcar de Barrameda, la gamba de Huelva i el xanguet de Màlaga.
El consum de peix i marisc és molt elevat, ja que la regió té 5 províncies costaneres.

### Carns
Cal esmentar especialment el porc ibèric i la carn de caça. El porc ibèric de Jabugo és únic al món, amb una producció limitada pel seu procés de criança, que requereix una hectàrea d'alzinar. Això permet que els porcs tinguin uns músculs amb poc greix, que els fan excepcionals, i que unit a la climatologia de la Serra Nord de Huelva i els seus vents, afavoreix la producció de bons pernils serrans.
Del porc ibèric també s'obtenen carns, que es poden consumir en milers de restaurants per tot Andalusia. Una de les elaboracions cuites de carn són les tripes a l'andalusa. Sierra Morena és coneguda per la seva carn de caça, especialment per la seva caça major, amb les carns de senglar i cérvol com les més consumides. A la Serra de Cadis són típics els plats de senglar, conill, cérvol i cabirol.
El pernil serrà es produeix a les zones de Sierra Morena i Sierra Nevada, com el Pernil de Jabugo, el de Los Pedroches o el de Trevélez. Totes tres són denominacions d'origen i tenen una qualitat contrastada. En el cas dels pernils de Huelva i de la Vall de Los Pedroches són de porc ibèric. En el cas de Trevélez són de porc blanc i el curat del microclima de la cara nord de Sierra Nevada li ofereixen una qualitat excepcional.

### Hortalisses i cereals
Les hortalisses són la base dels plats com l'alboronia i la pipirrana. Especialment característiques són les sopes fredes i calentes elaborades amb oli, vinagre, pa, tomàquet, all i pebrot, com el gaspatxo, el salmorejo, la porra antequerana, l'all calent, la sopa campera o l'ajoblanco.
Pel que fa als plats elaborats a base de cereals, a l'Andalusia Oriental es consumeixen molt les migues de farina, més semblants a les gatxes manxegues. A l'Andalusia Occidental, no obstant això, són les poleás les que ocupen el seu lloc. Al delta del Guadalquivir, el productor més gran d'arròs d'Espanya, també es poden tastar excel·lents arrossos. Hi ha excel·lents espècies de bolets comestibles, una d'elles és el gurumelo (Amanita ponderosa).

### Làctics
En el cas dels làctics, destaquen els formatges d'ovella i de cabra. El més valorat entre els especialistes formatgers és el formatge de cabra payoyo, típic de la província de Cadis.

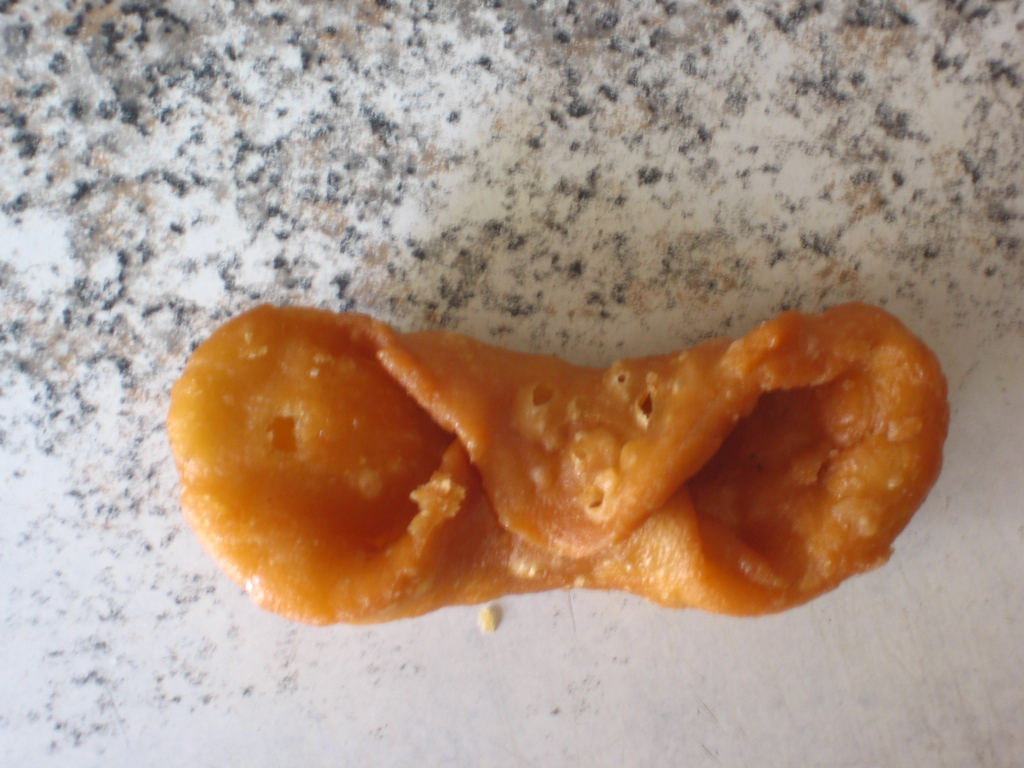
Pestinyo.

## Begudes
Els vins de Xerès són coneguts arreu del món. També destaca el manzanilla de Sanlúcar de Barrameda, el vi blanc de Cadis, el pajarete, els del Comtat de Huelva, els de Montilla-Moriles, els de Màlaga, la tintilla rotenya, el Most d'umbrete, etc. Molt apreciats són també els licors, com l'anís o el rom elaborat a Motril. Les cerveses més conegudes són la Cruzcampo, l’Alhambra o Victòria.

## Desdejunis
Un dels plats que representa el típic esmorzar andalús és un tipus de desdejuni lleuger que consta, principalment, d'un tros de pa amb oli d'oliva. També se li afegeix all i sal comuna o sucre. Un altre tipus de desdejuni andalús, més contundent i amb major càrrega calòrica, és el pa untat amb llard vermell (llard de porc amb espècies com el pebre vermell, el llorer i l'orenga).

## Plats típics

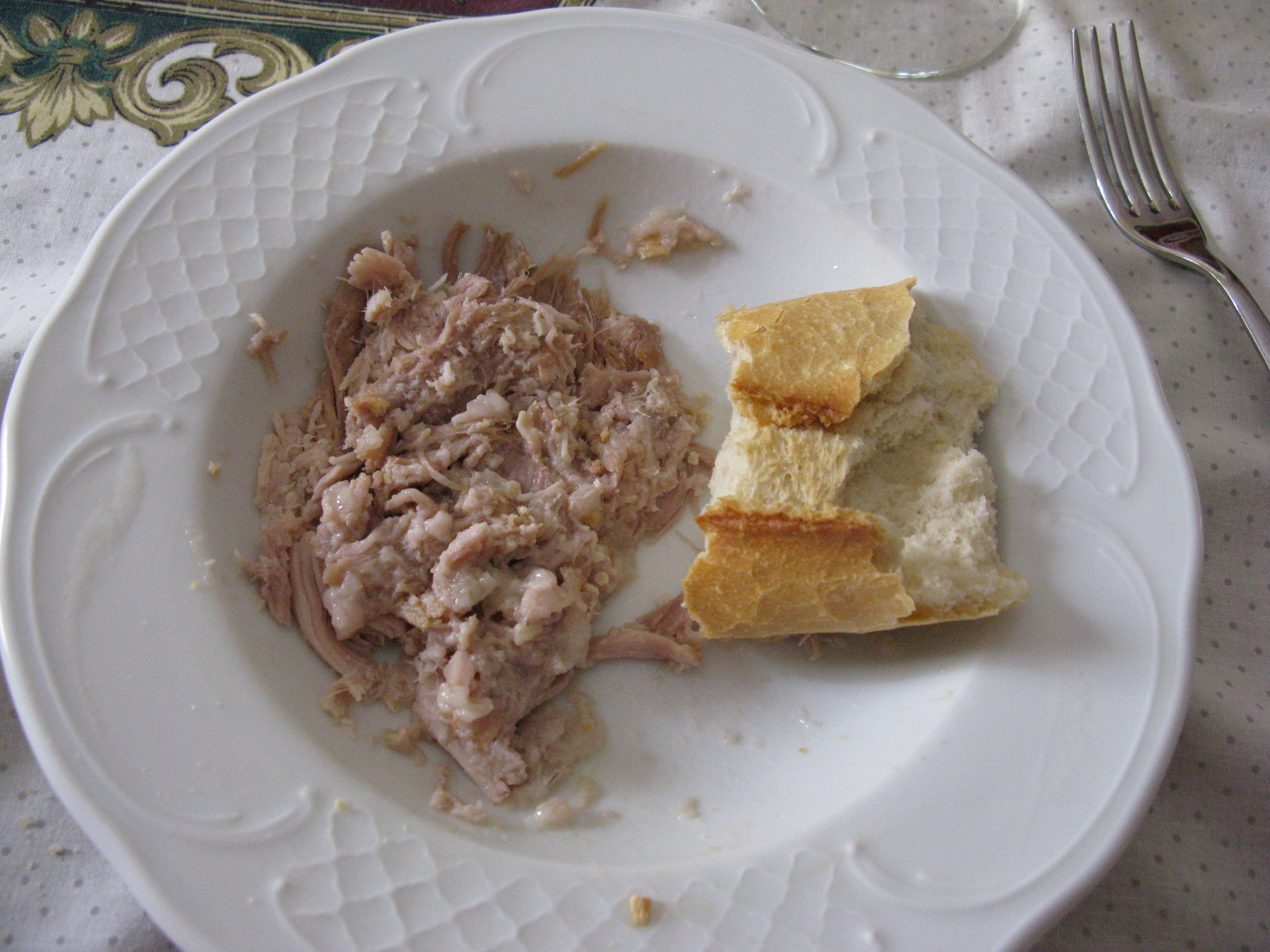
Pringá.

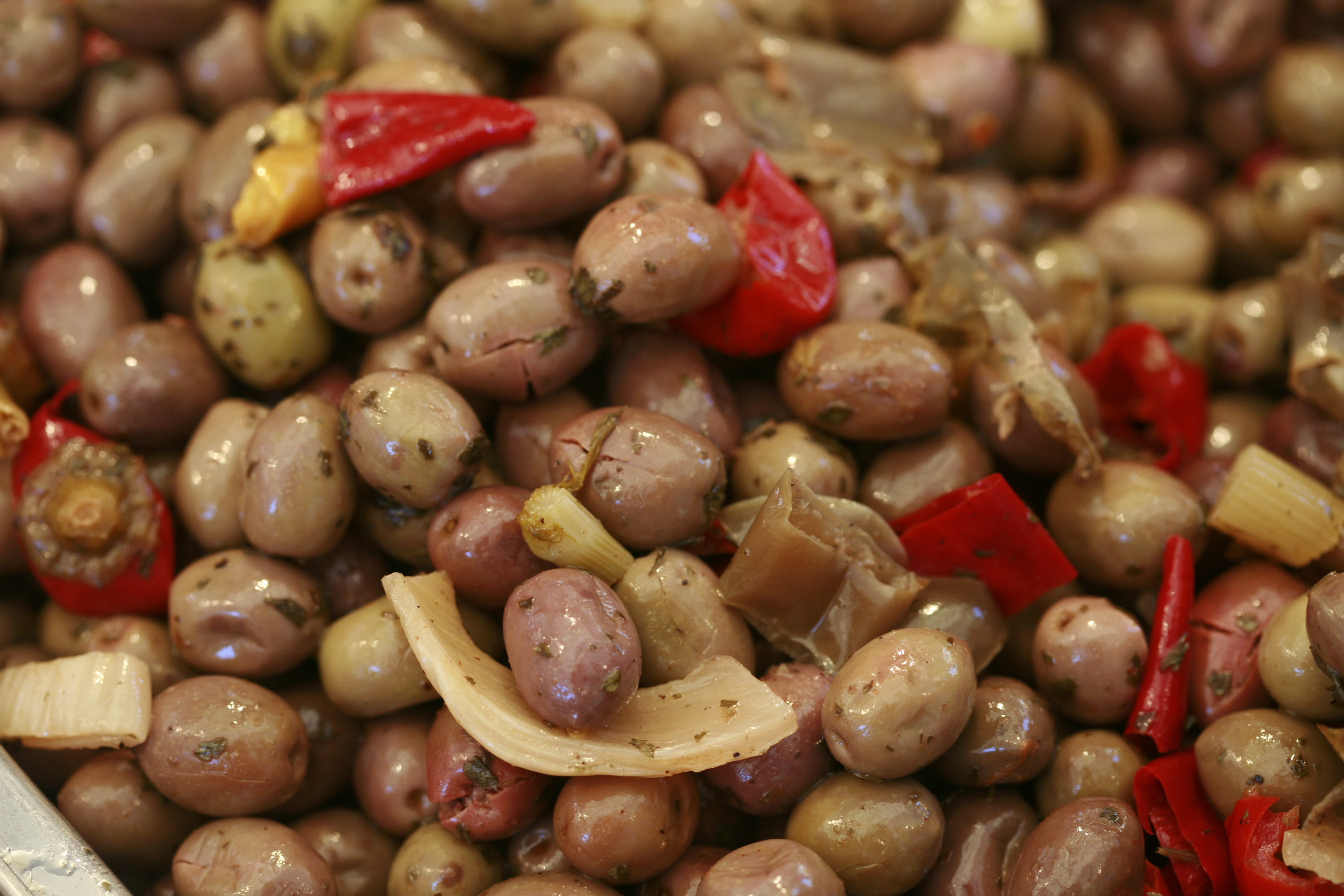
Olives aliñás.

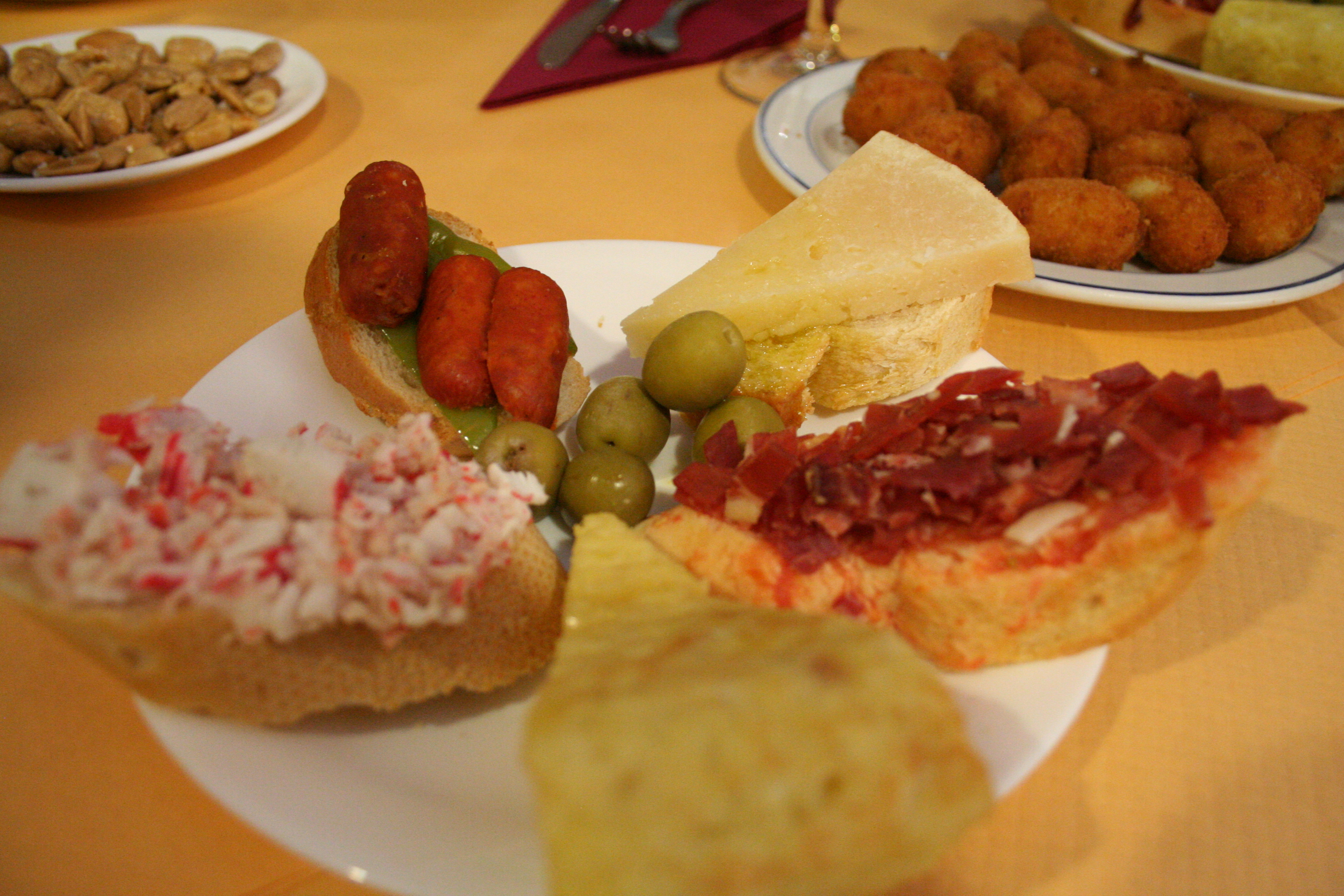
Les tapes estan molt arrelades culturalment a Andalusia Oriental.

### Entrants
- Olives trencades
- Porra d'Antequera (Màlaga)

### Sopes i bullits
- Ajoblanco (Granada i Màlaga)
- Farinetes de civada
- Cigrons amb bacallà
- Gaspatxo
- Faves amb pernil (Granada)
- Miques (Còrdova, Granada, Màlaga, i Almeria)
- Gatxamiga (Granada)
- Olla andalusa
- Remojón de taronja (Màlaga)
- Salmorejo (Còrdova)
- Abajao (Cadis)

### Verdures
- Alboronía (només a Andalusia Occidental)
- Carxofes farcides (Cadis i Sevilla)
- Andrajos (Jaén, Almeria i Granada)
- Piriñaca (Cadis)

### Carn
- Flamenquín (Còrdova)
- Ous a la flamenca
- Xai lojeño (Loja)
- Llom d'orsa (o «a l'orsa»)
- Plat de les muntanyes (Màlaga)
- Pringá

### Peixos
- Tonyina amb ceba (Cadis)
- Fideus amb verat (Cadis)
- Etzibo de sardines (Màlaga)
- Eriçons de mar (Cadis)
- Ortiguillas (Cadis)
- Patates amb sèpia
- Cigrons amb chocos (Cadis)
- Peix adobat (també anomenat bienmesabe)
- Peix fregit
- Soldaditos de Pavía
- Truita de Riofrío (Riofrío, Loja)
- Urta a la roteña (Cadis)

### Darreries i dolços
- Indalotes (Almeria)
- Lagrimicas (Almeria)
- Poleá (Cadis)
- Flamet (Xerès)
- Pestinyos
- Coques d'oli
- Alfajores
- Pa de Cadis
- Candié (Jerez de la Frontera, Cadis)
- Pionono (Granada)
- Tortell de Loja (Granada)
- Nochebueno (Granada)
- Hojaldrina
- Porridge dolç (cast: gachas dulces)
- Escaioles de Sanlúcar (Cadis)
- Amarguillo (Cadis)
- Coca del dilluns de Quasimodo (Cadis)
- Coca marrona (Cadis)
- Pastís cordovès (Còrdova)
- Turrolate (Còrdova)
- Hochío
- Granissat d'ametlla (Màlaga)
- Pa de figa
- Coca boja (Màlaga)
- Gemmes del Tajo (Màlaga)
- Mostachón (Utrera, Sevilla)
- Entornao (Sevilla)
- Coca anglesa (Sevilla)
- Gemmes de Sant Leandre (Sevilla)
- Bescuits marcheneros (Sevilla)